# Saropogon fugiens
Saropogon fugiens är en tvåvingeart som beskrevs av Frederick Wollaston Hutton 1901. Saropogon fugiens ingår i släktet Saropogon och familjen rovflugor. Inga underarter finns listade i Catalogue of Life.